# 道北站
道北站位于马来西亚吉兰丹州道北，是东海岸线的其中一站和终点站。马来亚铁道公司是该车站的主要经营者。
2018年，道北火車站啟動升級工程，並建造車庫。道北火車站也將升級，預計每日客流量將達1500人。火車站升級工程將包括新建一棟建築、一個現有的月台層、一個完整的屋頂和一座人行天橋。車庫佔地4.7公頃，可容納13列内燃動車組（DMU）。

## 接駁服務
- 东方人民快车 26/27 道北–新山中央
- 东方接驳列车 51/52/57/60 道北–話望生
- 东方接驳列车 55/56 道北–達蓬

## 主要路线
- 道北至金马士